# Himmelstalundshallen
Die Himmelstalundshallen ist eine Eissporthalle in der schwedischen Stadt Norrköping, Provinz Östergötlands län. In der Halle trägt der Eishockeyclub HC Vita Hästen seine Heimspiele aus. Die Halle wurde 1977 eröffnet und bietet Platz für 4.500 Zuschauer. Ihr Name bezieht sich auf ihre Lage im Norrköpinger Naherholungsgebiet Himmelstalund, bekannt durch die Felsritzungen von Himmelstalund.
Neben Eishockey finden in der Halle auch andere Sportveranstaltungen und Konzerte statt. So wurden hier bei der Basketball-Europameisterschaft 2003 die Vorrundenspiele der Gruppe B ausgetragen. 2011 fanden in der Halle Vorrundenspiele der Handball-Weltmeisterschaft der Männer statt.